# علی بنی‌هاشمی
علی بنی‌هاشمی (زاده ۱۶ فروردین ۱۳۱۳ - تهران) کشتی‌گیر اهل ایران بوده است.
وی در بازی‌های المپیک تابستانی ۱۹۶۰ در وزن Bantamweight فرنگی شرکت کرده که پس از دو شکست از مسابقات حذف شد.